# Ес-Сувейда (нохія)
Нохія Ес-Сувейда (араб. ناحية مركز السويداء) — нохія у Сирії, що входить до складу однойменної мінтаки Ес-Сувейда та мухафази Ес-Сувейда. Адміністративний центр — місто Ес-Сувейда.
До нохії належать такі поселення:
- Ес-Сувейда → (Al-Suwayda);
- Аслейха → (Aslihah);
- Аттіл → (Attil);
- Дара → (Dara);
- Хубран → (Hubran);
- Іра → (Ira);
- Джубейб → (Jubayb);
- Аль-Кафр → (al-Kafr);
- Кафр-аль-Лухуф → (Kafr al-Luhf);
- Канакір → (Kanakir);
- Хараба → (Kharaba);
- Мафааля → (Maf'aleh);
- Масад → (Masad);
- Міямас → (Miyamas);
- Аль-Муджаймер → (al-Mujaymer);
- Канават → (Qanawat);
- Аль-Руха → (al-Ruha);
- Расас → (Rasas);
- Рімат-Хазм → (Rimat Hazm);

Нохія Ес-Сувейда на мапі мінтака Ес-Сувейда

- Сахват-Балатах → (Sahwat Balatah);
- Сахват-аль-Худр → (Sahwat al-Khudr);
- Сакака → (Sakakah);
- Салім → (Salim);
- Аль-Саала → (al-Tha'lah);
- Валгха → (Walghah).